# Geranium rotundifolium
Il geranio malvaccino (nome scientifico Geranium rotundifolium (L., 1753) è una pianta erbacea annuale appartenente alla famiglia delle Geraniaceae, originaria di Eurasia e Nordafrica.

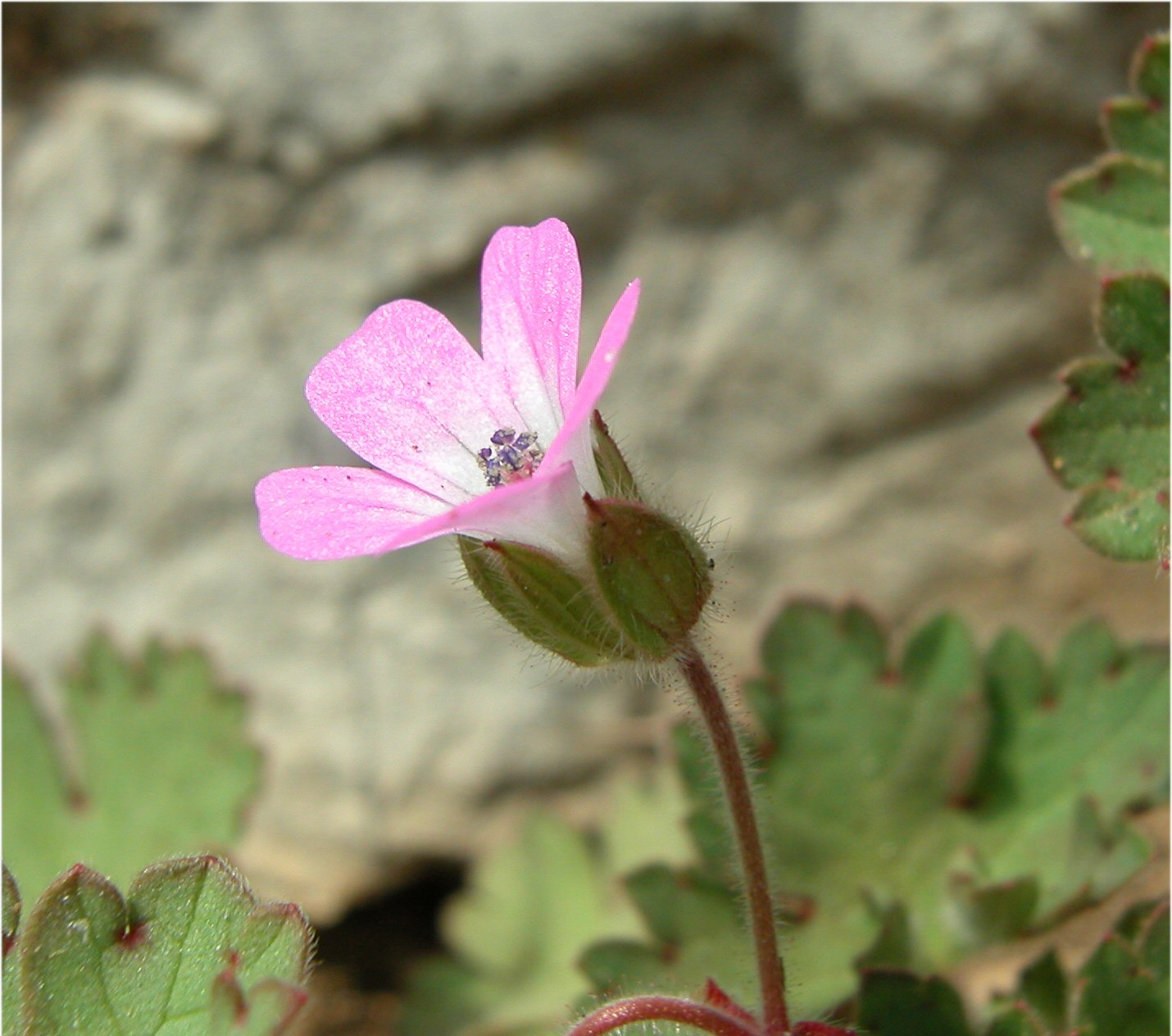
Fiore di Geranium rotundifolium

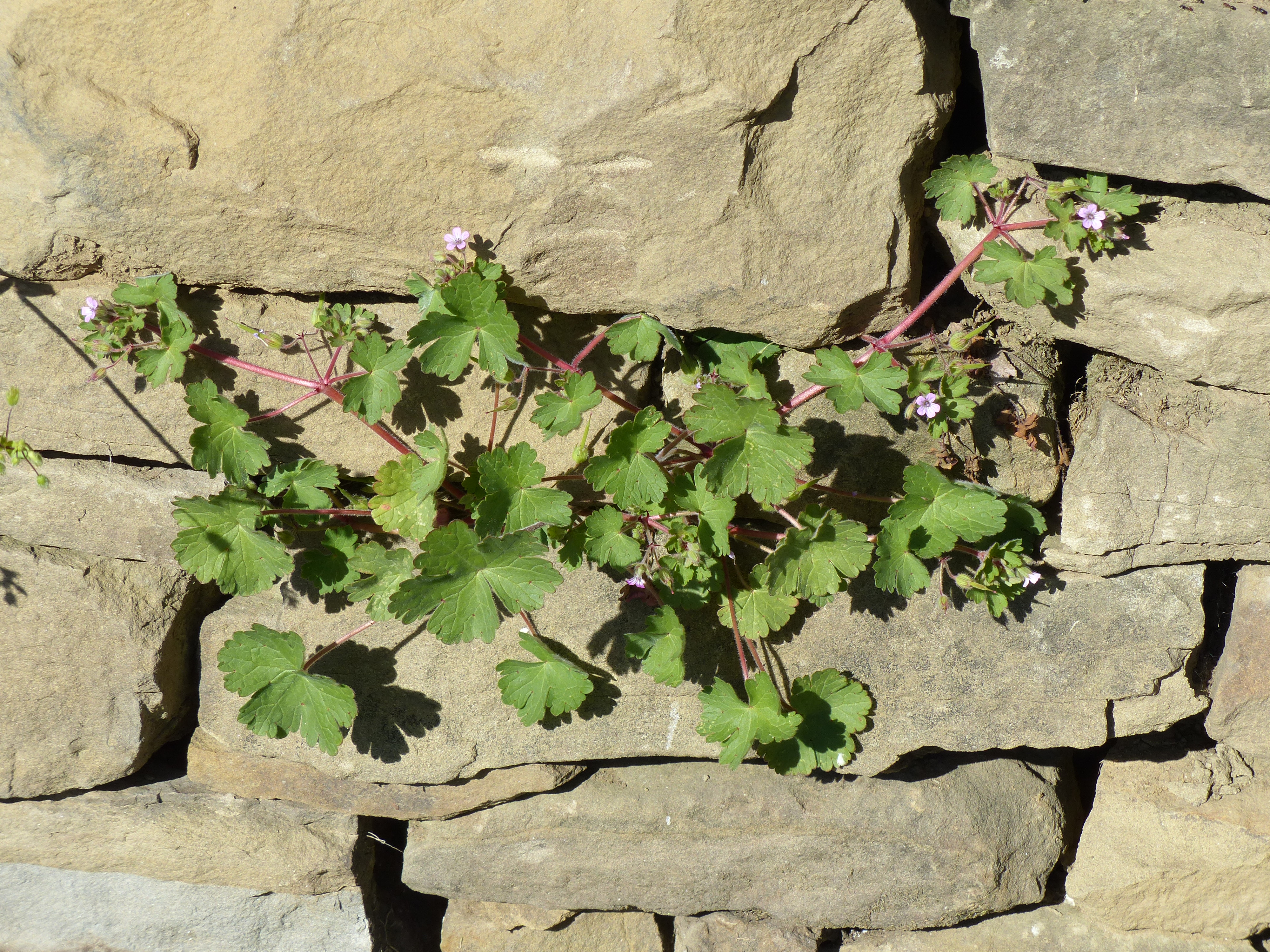
Geranio malvaccino cresciuto su un muro a secco

## Etimologia
Geranium dal greco γεράνιον gheranion, derivato da γέρανος ghéranos gru: per i frutti simili al becco delle gru.
Rotundifolium: da rotundus rotondo e da folium foglia: con foglie di forma arrotondata.

## Descrizione
A fusti biforcati, prostrato o ascendente, arrossato e densamente pubescente.
Foglia a lamina semicircolare,  palmatifida, divisa in 5 lobi, ciascuno dei quali tridentato.

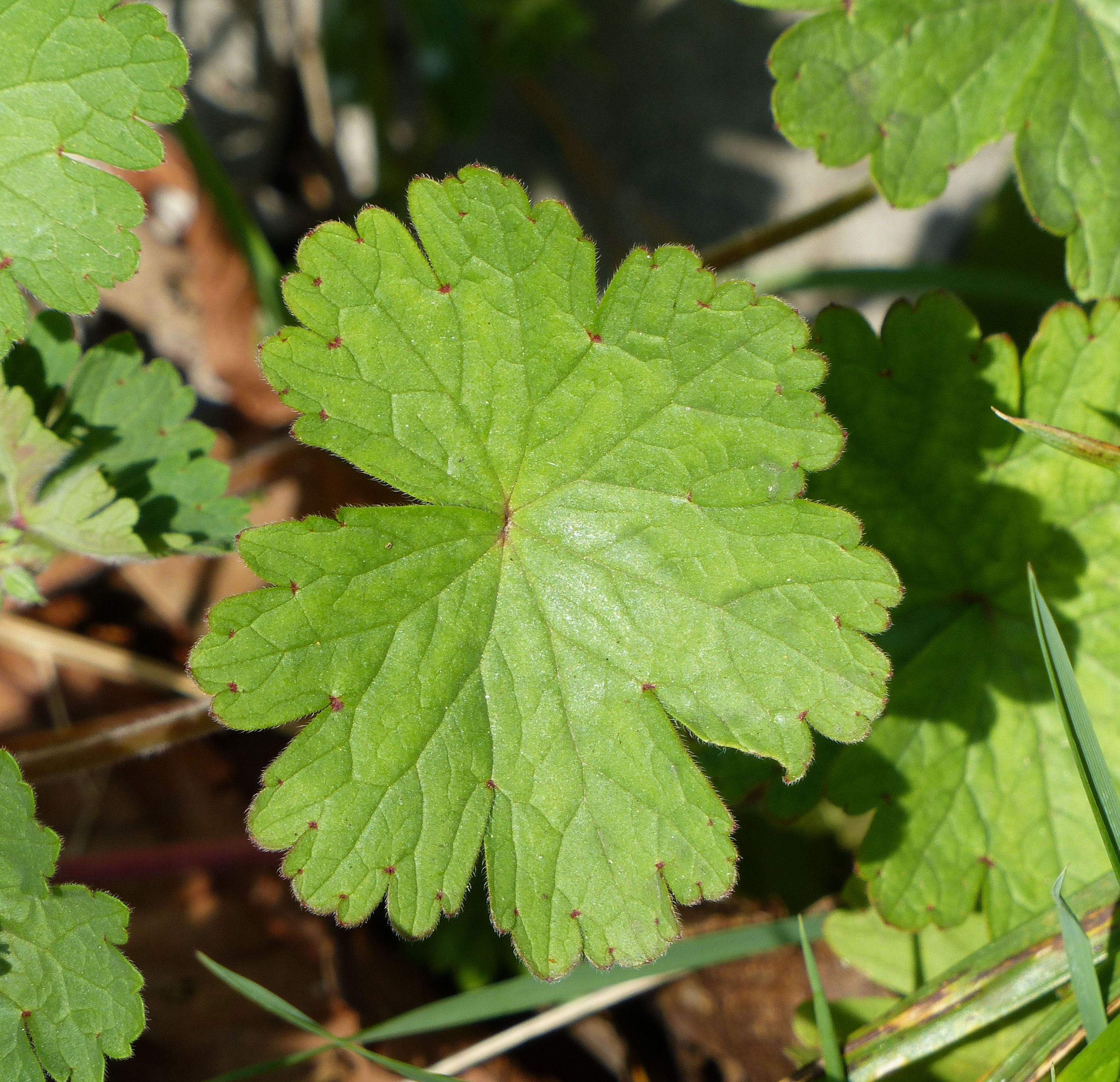
Foglia di Geranium rotundifolium

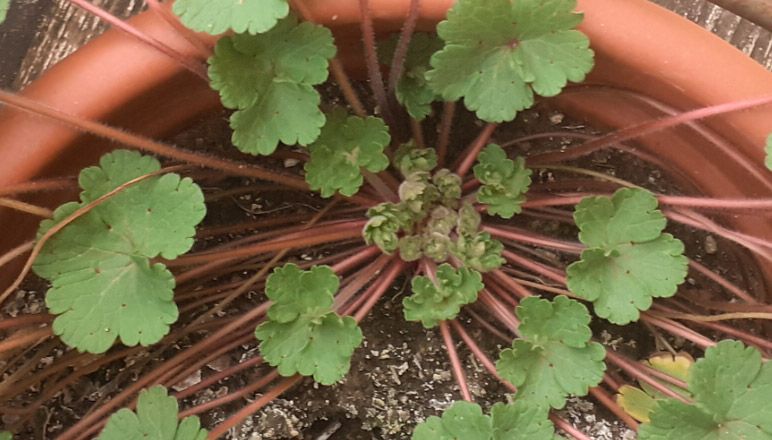
Fusto di Geranio malvaccino

Specie simili sono Geranium molle che ha invece foglie bifide e Geranium lucidum che si distingue per le foglie lucide.

## Distribuzione e habitat
Cresce spontaneamente in vegetazioni ruderali e terreni incolti, giardini, orti e  vigneti, su suoli argillosi ricchi in basi e composti azotati fino a 1200 m. Il periodo di fioritura va da Maggio a Ottobre.

## Sinonimi
- Geranium rotundifolium f. albiflora (Rouy) Briq.

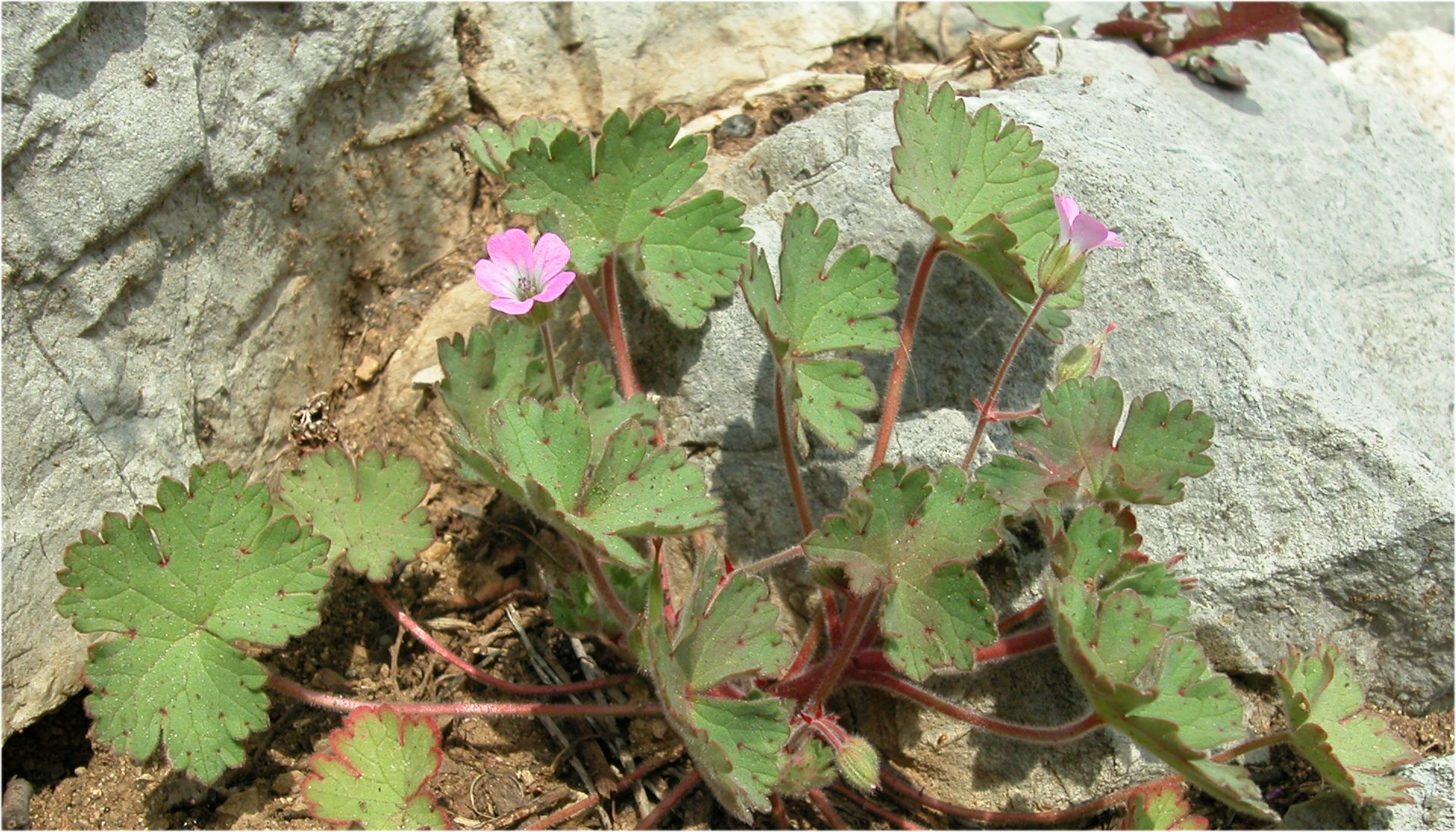
Geranio malvaccino

- Geranium rotundifolium f. albiflora Rouy in Rouy & Foucaud
- Geranium rotundifolium var. albiflorum (Rouy) Graebn. in Asch. & Graebn.
- Geranium rotundifolium albifora Rouy in Rouy & Foucaud
- Geranium rotundifolium var. album Weston
- Geranium rotundifolium var. angustifolium (Rouy) Graebn. in Asch. & Graebn.
- Geranium rotundifolium var. angustifolium Rouy in Rouy & Foucaud
- Geranium rotundifolium var. arenicolum Sennen
- Geranium rotundifolium var. barcinonense Sennen
- Geranium rotundifolium var. caespitulosum (Lojac.) Graebn. in Asch. & Graebn.
- Geranium rotundifolium var. caespitulosum Lojac.
- Geranium rotundifolium var. elongatum Sennen
- Geranium rotundifolium var. genuinum Graebn. in Asch. & Graebn.
- Geranium rotundifolium var. genuinum Rouy in Rouy & Foucaud
- Geranium rotundifolium var. glabrescens Murr
- Geranium rotundifolium var. hungaricum Simonk.
- Geranium rotundifolium var. malvifolium (Scop.) Mutel
- Geranium rotundifolium var. minus Weston
- Geranium rotundifolium var. pinnatifidum Picard
- Geranium rotundifolium var. strictum Picard
- Geranium rotundifolium var. subrotundum (Ehrh. ex Hoffm.) Graebn. in Asch. & Graebn.
- Geranium rotundifolium f. thurstonii Druce
- Geranium rotundifolium var. trichospermum (Sanio & Borbás) Graebn. in Asch. & Graebn.
- Geranium rotundifolium var. trichospermum Sanio & Borbás
- Geranium rotundifolium f. umbellatum R. Berger

## Galleria d'immagini

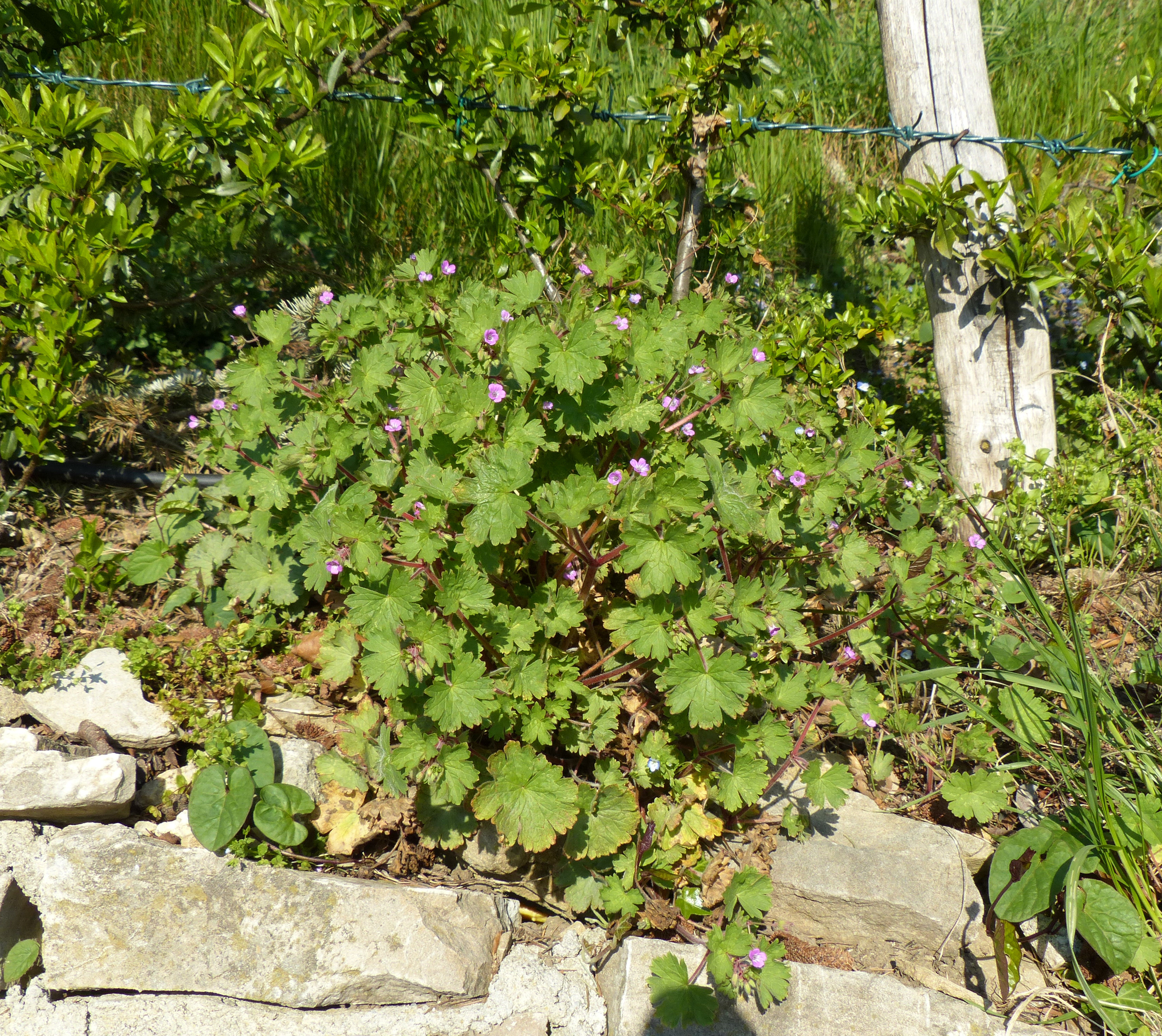
Geranio malvaccino ai margini di una vigna
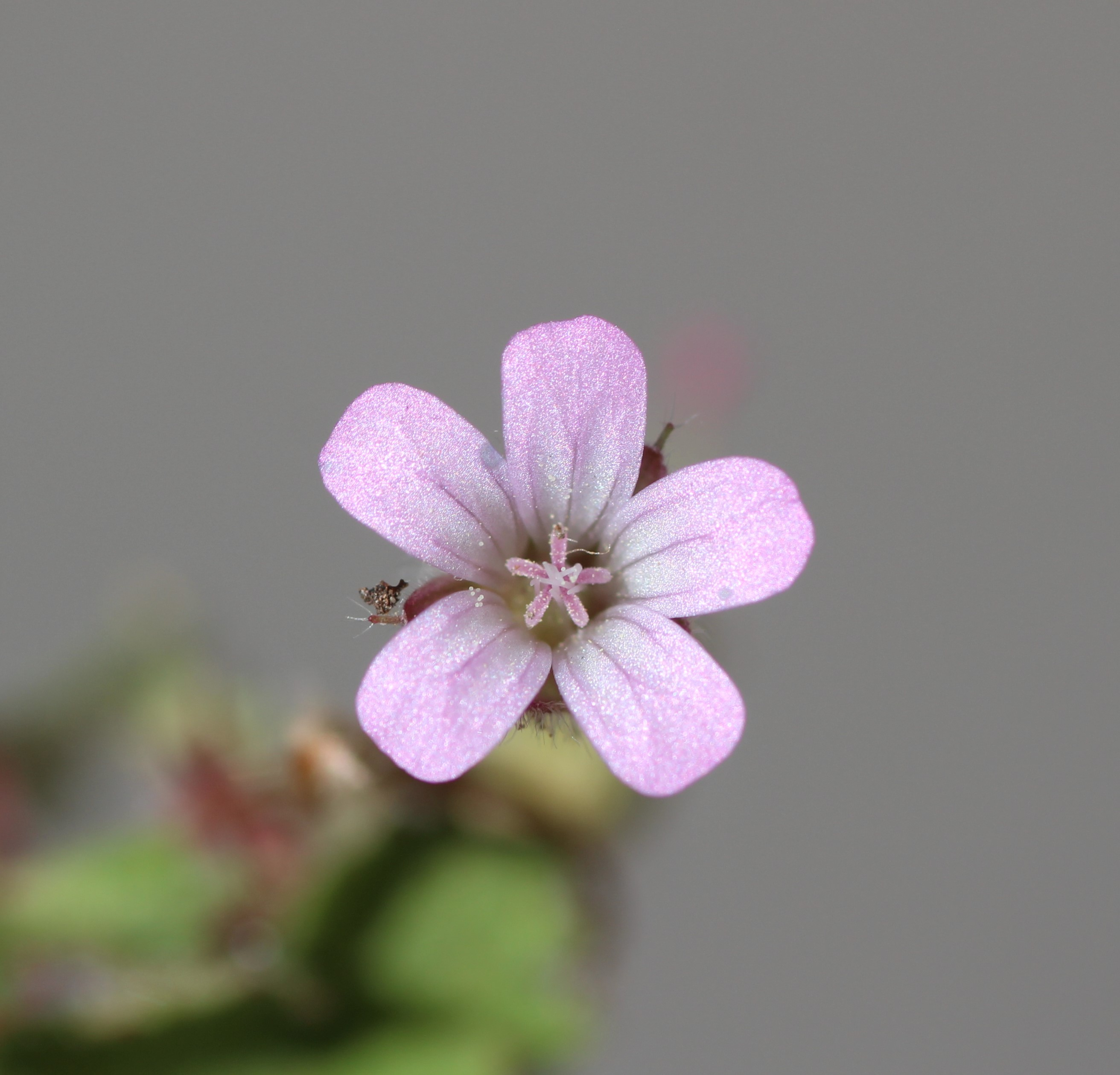
Fiore di Geranio malvaccino
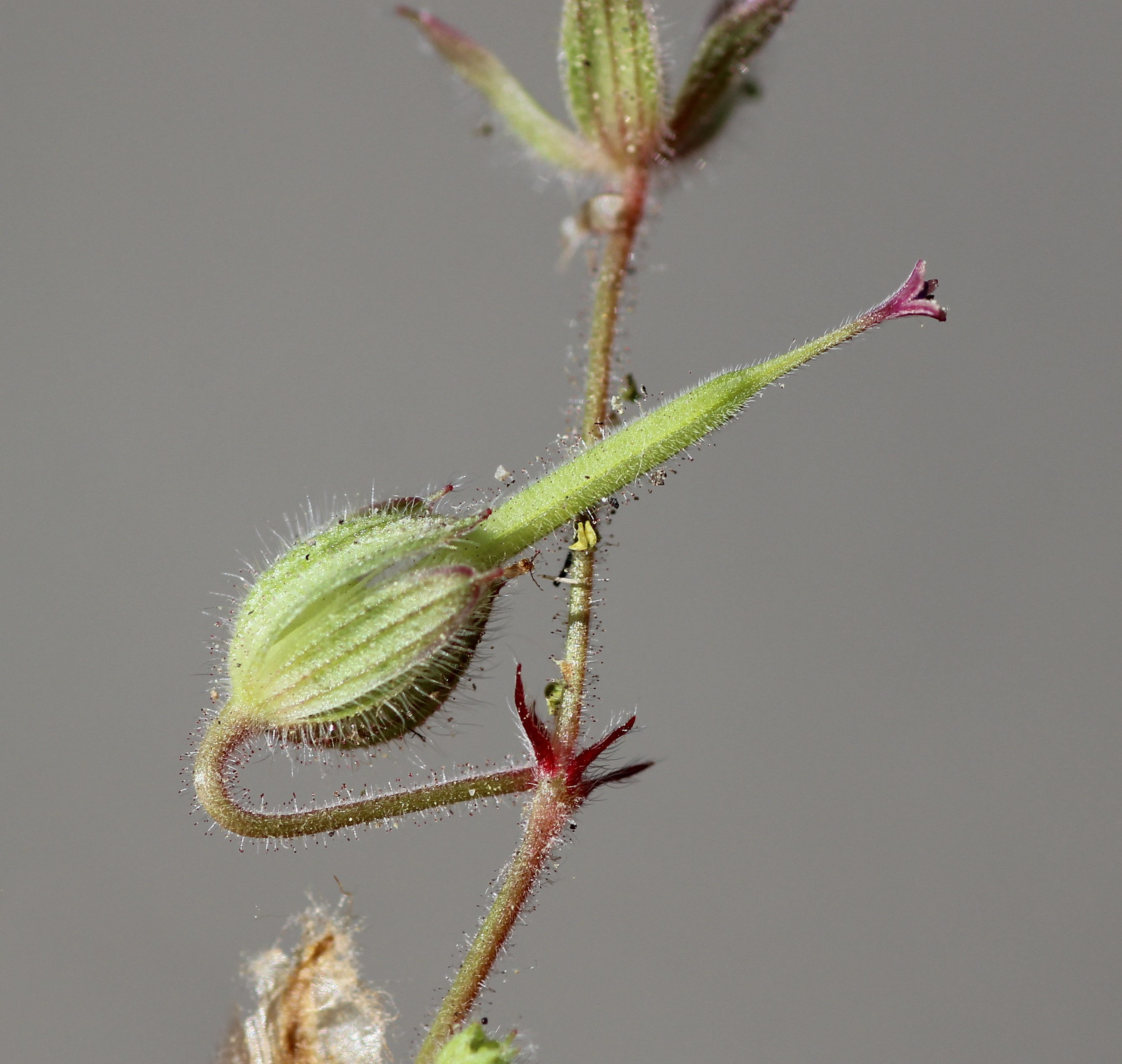
Fiore di Geranio malvaccino
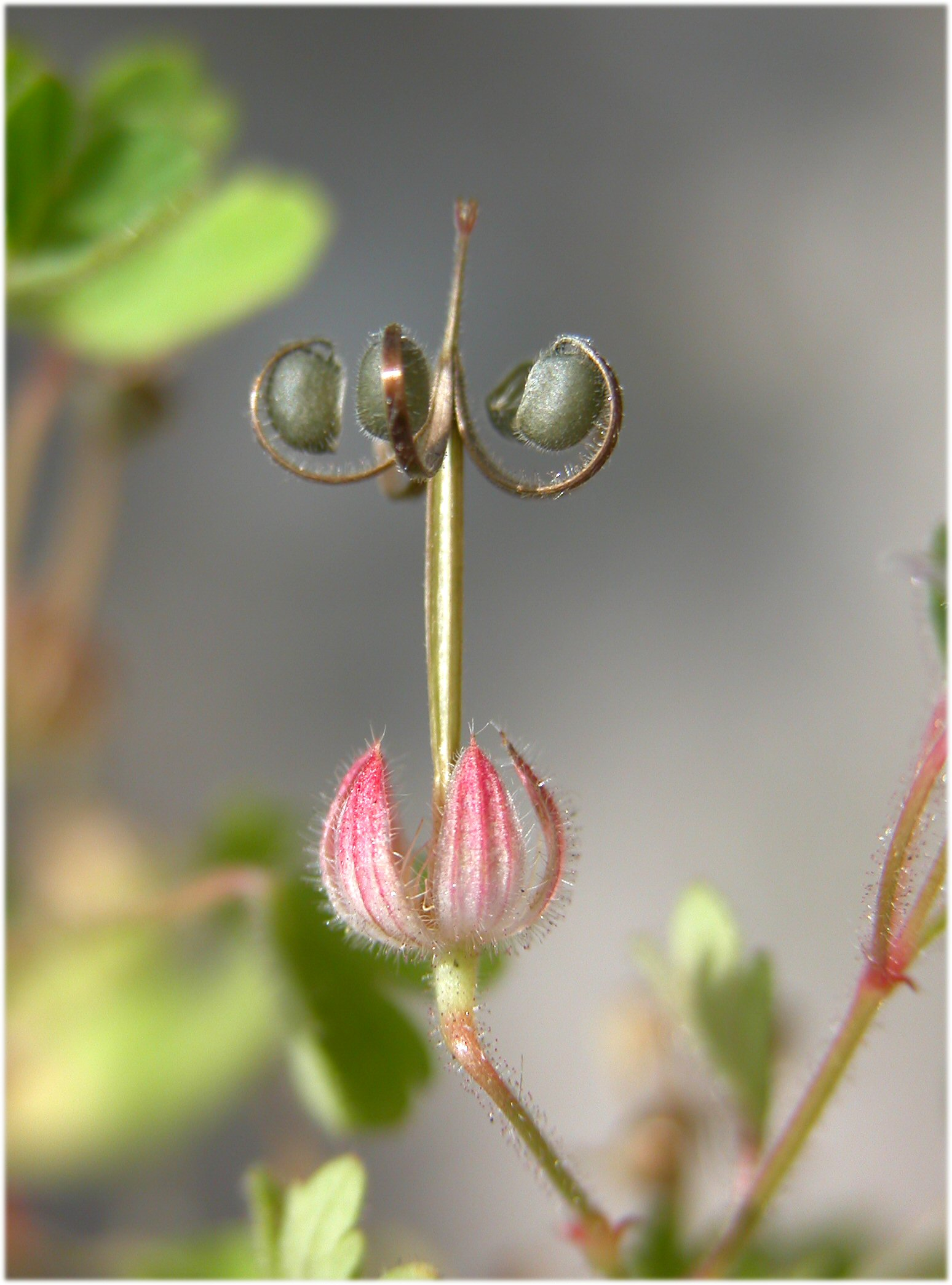
Semi di Geranio malvaccino